# Edna Buchanan
Edna Buchanan (* 16. März 1949 in New York City) ist eine US-amerikanische Journalistin und Autorin.
Sie war eine der ersten weiblichen Kriminalreporter beim Miami Herald und gewann 1986 den Pulitzer-Preis  "für allgemeine Berichterstattung". 1987 erschien ihr erster Roman, die Krimireihe um die Hauptperson Britt Montero begann 1992. Inzwischen arbeitet Buchanan als Autorin und hat den Journalistenjob aufgegeben. In Deutschland sind nicht alle Romane erhältlich, die übersetzten erscheinen bei Bastei-Lübbe.

## Werke
- 1979 – Carr, Five Years of Rape and Murder: from the personal account of Robert Frederick Carr III
- 1987 – The Corpse had a Familiar Face: Covering Miami, America's Hottest Beat (dt. Die Leiche kam mir sehr vertraut vor)
- 1990 – Nobody Lives Forever (dt. Niemand lebt ewig)
- 1992 – Never Let Them See You Cry: More from Miami, America's Hottest Beat (dt. Laß sie niemals deine Tränen sehen)
- 1992 – Vice: Life and Death on the Streets of Miami
- 1996 – Naked Came the Manatee (Kettenroman mit Dave Barry, Les Standiford, Paul Levine, James W. Hall, Carolina Hospital, Evelyn Mayerson, Tananarive Due, Brian Antoni, Vicki Hendricks, John Dufresne, Elmore Leonard und Carl Hiaasen)
- 1998 – Pulse (dt. Schattenherz)
- 1999 – Murder in the Sunshine State
- 2008 – Legally Dead
- 2011 – A Dark and Lonely Place

Britt Montero-Reihe:
- 1992 – Contents under Pressure (dt. Bullenhitze)
- 1994 – Miami, it´s Murder (dt. Miami Psycho)
- 1995 – Suitable for framing (dt. Schlangentanz)
- 1996 – Act of Betrayal (dt. Sturmwind)
- 1997 – Margin of Error (dt. Todesfee)
- 1999 – Garden of Evil
- 2001 – You only Die Twice
- 2002 – The Ice Maiden
- 2004 – Cold Case Squad
- 2005 – Shadows
- 2007 – Love Kills